# 라디오 에딧
라디오 에딧(영어: Radio edit) 또는 라디오 믹스(영어: Radio mix)는 라디오 송출에 더 적합한 노래를 만들기 위해 본래의 곡을 수정한 것으로, 주로 노래가 길거나 신성모독이나 저속한 표현 등 가사에 문제가 있을 시 이용된다. 전자의 경우 대개 노래가 긴 12인치 싱글과는 다른 7인치 버전(7" version)으로 쓰이기도 한다. 

## 시간 제약
라디오 편집은 라디오 방송국에서 상업적으로 더 성공할 수 있도록 긴 노래를 줄인다. 라디오에서 재생되는 노래는 일반적으로 3분에서 5분 사이로, 라디오 에딧을 통해 잘리는 노래의 길이는 몇 초부터 노래의 절반에 이르기까지 다양하다. 보통은 도입부나 마무리를 짧게 만드는 것이 일반적이다. 데이비드 보위의 〈"Heroes"〉의 라디오 에딧은 3절이 시작되기 전에 페이드인되고, 음악이 끝나기 전에 페이드아웃된다. 일부 노래는 라디오 에딧을 위해 많이 리믹스하고 편곡해 원곡과는 달리지기도 하는데, 비틀즈의 《The Beatles》에 수록된 〈Revolution 1〉과 싱글로 발매된 〈Revolution〉은 다른 느낌을 가진다.

## 불쾌감을 주는 가사
라디오 에딧은 미국의 연방 통신 위원회, 한국의 방송통신위원회, 영국의 오프컴과 같은 정부 기관의 표준을 준수하기 위해 사용되기도 한다. 불쾌감을 주는 단어가 침묵되거나 음향 효과로 대체될 수 있다. 마이클 잭슨의 〈They Don't Care About Us〉의 경우 가사의 "Jew me"와 "kike me"란 단어가 반유대주의와 관련이 돼 라디오에서는 각각 "do me"와 "strike me"로 대체됐다. 레이디 가가의 〈Poker Face〉는 "P-p-p-poker face, f-f-fuck her face"라는 가사가 서로 비슷한 발음인 것에 착안해 첫 번째 줄을 반복하기도 했다.

## 같이 보기
- Parental Advisory